# Kiril Jaliavin
Kiril Leonídovich Jaliavin (en ruso: Кирилл Леонидович Халявин, transliterado Khaliavin al inglés; Kírov, Rusia, 21 de noviembre de 1990) es un bailarín de hielo ruso que actualmente representa a España. Con su excompañera Ksenia Monko se convirtió en campeón Mundial Júnior en 2011, y dos veces (2009-10, 2010-11) del Grand Prix Júnior de la Unión Internacional de Patinaje sobre Hielo. También fue plata en el campeonato nacional ruso de 2015. Con su actual pareja, Sara Hurtado, se proclamó campeón de España en 2016 y 2018. Juntos consiguieron la medalla de plata en la prueba del Rostelecom Cup 2018, primera medalla en un gran premio para España en la especialidad de danza.

## Biografía
Se casó con Ksenia Monko en Moscú en mayo de 2017. Desde julio de 2017 es ciudadano español.

## Programas

### Con Hurtado representando a España
| Temporada | Danza corta                                                                                  | Danza libre                                                                                          |
| --------- | -------------------------------------------------------------------------------------------- | --- |
| 2019–2020 |                                                                                              | - Orobroy de David Dorantes choreo. by Antonio Najarro                                               |
| 2018–2019 | - I've Seen That Face Before de Kovacs - Libertango (Latino Gold Version) de Astor Piazzolla | - The Great Gig in the Sky de Pink Floyd - Sign of the Times de Harry Styles choreo. by Iker Karrera |
| 2017–2018 | - Oye cómo va de Carlos Santana - María de Carlos Santana                                    | - Flamenco Don Quijote de Ludwig Minkus choreo. by Antonio Najarro                                   |
| 2016–2017 | - Sweet Dreams de Térez Montcalm - Douce Lumière de Térez Montcalm                           | - Two Men in Love de The Irrepressibles                                                              |

### Con Monko representando a Rusia
| Temporada | Danza corta | Danza libre                                                                  | Exhibición                                                                          |
| --------- | --- | ---------------------------------------------------------------------------- | ----------------------------------------------------------------------------------- |
| 2015–2016 | - Howl no Ugoku Shiro by Joe Hisaishi | - Torn by Nathan Lanier - Eternal by William Joseph                          |                                                                                     |

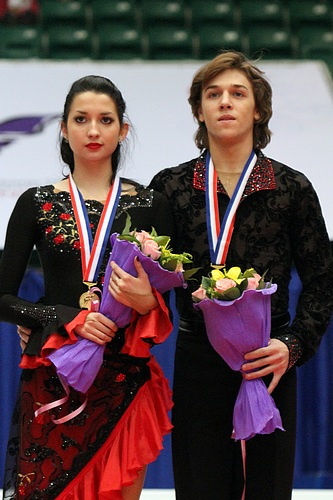
Monko y Khaliavin en la final del Grand Prix de Patinaje Artístico de la temporada 2010–11

| 2014–2015 | - Flamenco: Suite Festiva de Éxitos IV by Pascual Gonzalez, Cantores de Hispalis, David Bisbal - Paso doble: España cañí by Pascual Marquina Narro - Flamenco: La Danza del Amor by Cantores de Hispalis | - Sarabande by Escala - Sarabande Suite by Globus                            |                                                                                     |
| 2013–2014 | - Quickstep by Big Bad Voodoo Daddy - Foxtrot: Love by Nat King Cole | - Music by Rene Aubry - Music by Gaetano Donizetti                           |                                                                                     |
| 2012–2013 | - Waltz: Sous le ciel de Paris by Yves Montand - Polka: | - Me Voy by Jasmin Levy                                                      |                                                                                     |
| 2011–2012 | - Unknown | - Unknown                                                                    |                                                                                     |
| 2010–2011 | - Waltz: Padam, padam... by Édith Piaf | - Frida by Elliot Goldenthal                                                 | Ukrainian folk dance: - Nich Yaka Misyachna (en ucraniano: Ніч яка місячна) - Hopak |
|           | Danza original |                                                                              |                                                                                     |
| 2009–2010 | Ukrainian folk dance: - Nich Yaka Misyachna (en ucraniano: Ніч яка місячна) - Hopak | - It's a Man's Man's Man's World performed by James Brown, Luciano Pavarotti | - Più che puoi by Eros Ramazzotti, Cher                                             |